# Giác La thị
Giác La thị (chữ Hán: 觉罗氏) là một thị tộc lớn của người Mãn Châu. Thị tộc này bao gồm nhiều họ tộc nhỏ, trong đó quan trọng nhất là họ Aisin Gioro hay Ái Tân Giác La, họ tộc lập nên nhà Thanh, cai trị Trung Quốc từ năm 1644 cho đến tận năm 1912 .

## Khái lược
Như đã nói ở trên, Gioro là một thị tộc lớn của người Mãn Châu, bao gồm nhiều họ tộc nhỏ hơn. Sách "Khâm định hoàng triều thông chí" cho biết: "Ngoài họ Giác La của tông thất, còn có họ Giác La của thường dân [Mãn Châu]. Các họ này thường được ghép thêm địa danh như Y Nhĩ Căn, Thư Thư, Tây Lâm, Thông Nhan... để phân biệt với quốc tính". Sách "Bát kỳ Mãn Châu thị tộc thông phổ" cũng chép: "Giác La là một họ người Mãn Châu. Họ này gồm có Y Nhĩ Căn Giác La, Thư Thư Giác La, Tây Lâm Giác La, Thông Nhan Giác La, A Nhan Giác La, Hô Luân Giác La, A Ha Giác La, Sát Lạt Giác La, Gia Mục Hô Giác La, Cách Luân Giác La. Các họ này sinh sống rải rác nhiều nơi như Mục Khê, Hiệp Hách, Nhã Nhĩ Hồ, Ô Lạt, Ngõa Nhĩ Khách, sông Tung Hoa, A Khố Lý, Phật A Lạt, Ha Đạt, Uông Tần..." Thời nhà Thanh, hoàng đế đôi khi ban thưởng cho các công thần được mang họ Giác La.
Sau khi nhà Thanh sụp đổ, nhiều thành viên của thị tộc Giác La đã đổi sang họ Hán, hầu hết là đổi sang họ Triệu..